# Jaume Fabre

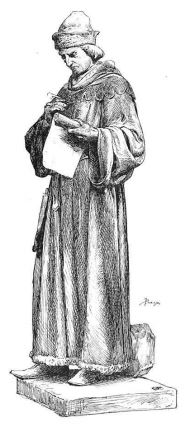
Jaume Fabre.

Jaime Fabre  (en catalán: Jaume Fabre), también conocido como Jaime Fabré (en catalán: Jaume Fabré) fue un maestro de obras de comienzos del siglo XIV, nacido en Mallorca.

## Biografía
En 1317 consta documentalmente como maestro de obras del convento de Santo Domingo de Palma de Mallorca. En 1313 se había comprometido con el prior del convento, Arnau Burguet, a atender las obras siempre que fuese necesario. 
En el año 1317 firmó el contrato con el obispo Ponç de Gualba para realizar la primera etapa de la construcción de la catedral de Santa Eulalia de Barcelona.
Se le atribuyen las trazas primitivas de la Iglesia de Santa María del Mar, siendo posible que iniciase las obras.